# Darko Jevtić
Darko Jevtić (ur. 8 lutego 1993 w Bazylei) – szwajcarski piłkarz serbskiego pochodzenia występujący na pozycji pomocnika w serbskim klubie Jedinstvo Ub.

## Kariera piłkarska
Jest wychowankiem FC Basel, z którym w 2012 r. podpisał swój pierwszy profesjonalny kontrakt. W sezonie 2012/13 zdobył z tym klubem mistrzostwo Szwajcarii. W Lidze Europy UEFA FC Basel dotarł wtedy do półfinału, w którym przegrał z FC Chelsea. Jevtić był w swoim klubie zawodnikiem rezerwowym, w całym sezonie zagrał tylko w 4 meczach i zdobył 1 bramkę. W 2014 r. został wypożyczony do Lecha Poznań, z którym w 2015 r. podpisał nową umowę. Został kupiony do Kolejorza za kwotę 350 tysięcy euro. Przed sezonem 2019/20 na podstawie głosowania zawodników został wybrany kapitanem Kolejorza. W styczniu 2020 przeszedł do rosyjskiego klubu Rubin Kazań. W listopadzie 2020, w meczu z SKA Chabarowsk doznał wstrząśnienia mózgu i złamania nosa.

## Sukcesy

### Lech Poznań
- Mistrzostwo Polski: 2014/15
- Superpuchar Polski: 2015, 2016

## Statystyki

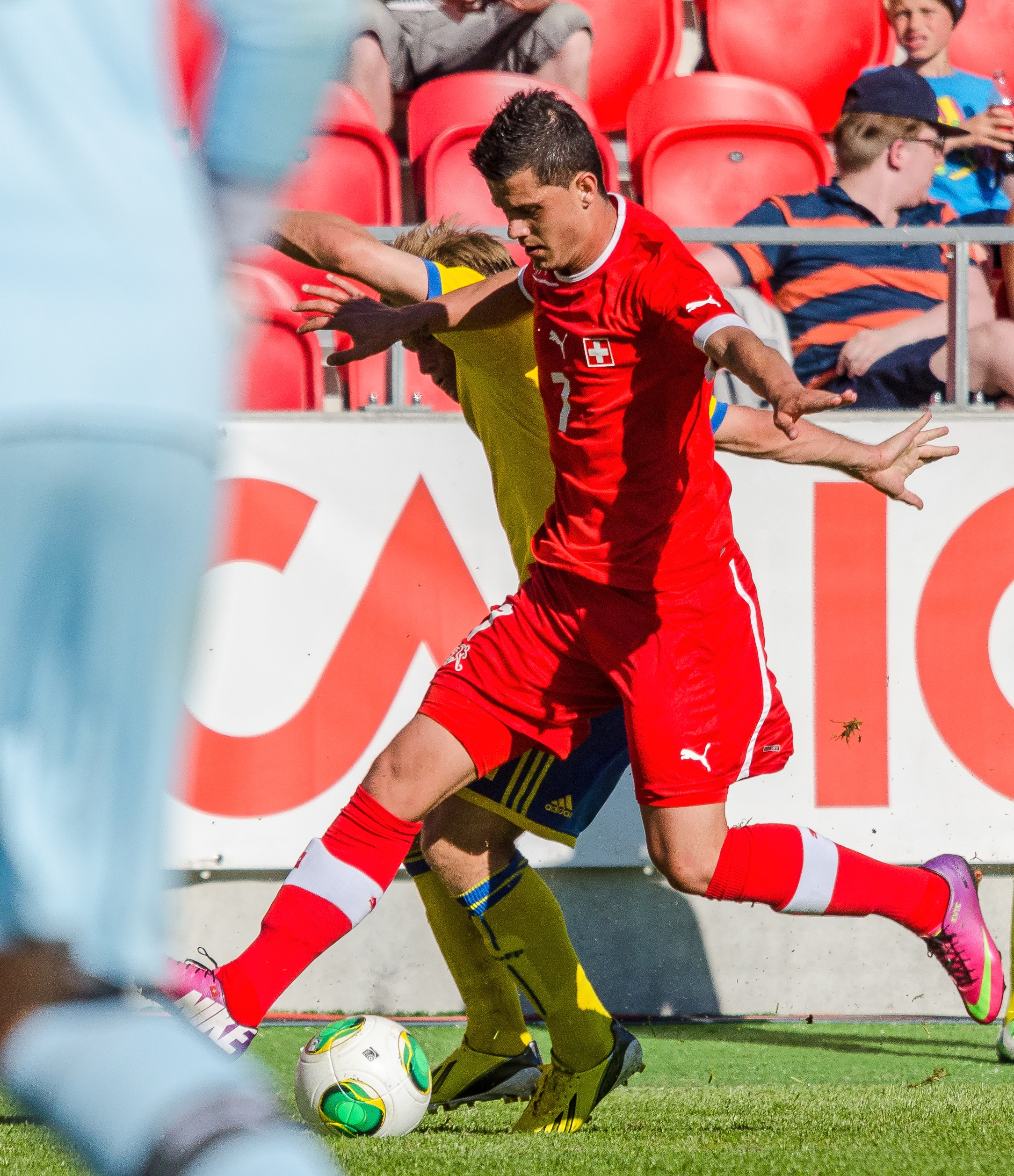
Darko Jevtić w barwach reprezentacji Szwajcarii U-21 (2013)

### Klubowe
(aktualne na dzień 21 maja 2017)
| Klub                    | Sezon              | Liga               | Liga  | Liga   | Puchar kraju | Puchar kraju | Europa | Europa | Inne  | Inne   | Suma  | Suma   |
| Klub                    | Sezon              | Liga               | Mecze | Bramki | Mecze        | Bramki       | Mecze  | Bramki | Mecze | Bramki | Mecze | Bramki |
| ----------------------- | ------------------ | ------------------ | ----- | ------ | ------------ | ------------ | ------ | ------ | ----- | ------ | ----- | ------ |
| FC Basel                | 2012/13            | Super League       | 2     | 0      | 1            | 0            | –      | –      | –     | –      | 3     | 0      |
| FC Basel                | 2013/14            | Super League       | 0     | 0      | 1            | 0            | –      | –      | –     | –      | 1     | 0      |
| FC Basel                | Ogólnie            | Ogólnie            | 2     | 0      | 2            | 0            | 0      | 0      | 0     | 0      | 4     | 0      |
| Wacker Innsbruck (wyp.) | 2013/14            | Bundesliga         | 19    | 3      | 1            | 0            | –      | –      | –     | –      | 20    | 3      |
| Wacker Innsbruck (wyp.) | Ogólnie            | Ogólnie            | 19    | 3      | 1            | 0            | 0      | 0      | 0     | 0      | 20    | 3      |
| Lech Poznań (wyp.)      | 2014/15            | Ekstraklasa        | 18    | 4      | 2            | 0            | 4      | 0      | –     | –      | 24    | 4      |
| Lech Poznań             | 2014/15            | Ekstraklasa        | 11    | 3      | 2            | 0            | –      | –      | –     | –      | 13    | 3      |
| Lech Poznań             | 2015/16            | Ekstraklasa        | 26    | 4      | 5            | 0            | 5      | 0      | 1     | 0      | 36    | 4      |
| Lech Poznań             | 2016/17            | Ekstraklasa        | 29    | 8      | 7            | 1            | –      | –      | –     | –      | 36    | 9      |
| Lech Poznań             | 2017/18            | Ekstraklasa        | 24    | 5      | 0            | 0            | 4      | 3      | –     | –      | 28    | 8      |
| Lech Poznań             | Ogólnie            | Ogólnie            | 108   | 24     | 16           | 1            | 13     | 3      | 1     | 0      | 138   | 28     |
| Ogólnie w karierze      | Ogólnie w karierze | Ogólnie w karierze | 129   | 22     | 19           | 1            | 13     | 3      | 1     | 0      | 162   | 31     |